# Souhvězdí Orla
Orel je souhvězdí na nebeském rovníku. Toto malé souhvězdí se nachází v Mléčné dráze pod souhvězdím Labutě a je vidět od června až do konce roku. Jeho nejjasnější hvězdou je Altair. Altair tvoří jeden vrchol letního trojúhelníku (spolu s Vegou a Denebem). Je od nás vzdálena 15 světelných let a má desetkrát větší svítivost než Slunce, její průměr je dvakrát větší. Legenda, která se váže k tomuto souhvězdí, praví:
Když jednou bohové popíjeli nektar na hoře Olymp, roznášela jim prý poháry dívka jménem Hébé. Byla prý dcerou Dia a Héry. Jednou však při rozlévání nektaru zakopla a upadla. To boha rozhněvalo, a proto ji této funkce zbavil. Po nějakém čase se Hébé stala slavnou, protože se provdala za hrdinu Herkula. Na její místo byl pak dosazen chlapec Ganymédés. Právě jej Zeus v přestrojení za orla odnesl na horu Olymp. Před Řeky nazývali toto seskupení hvězd Orlem už samotní Mezopotámci.

## Významné hvězdy
| Hvězda | Jméno   | Hvězdná velikost |
| ------ | ------- | ---------------- |
| α Aql  | Altair  | 0,76m            |
| β Aql  | Alshain | 3,71m            |
| γ Aql  | Tarazed | 2,72m            |

## Objekty
- NGC 6083 – planetární mlhovina
- NGC 6781 – planetární mlhovina
- NGC 6709 – otevřená hvězdokupa
- NGC 6755 – otevřená hvězdokupa
- NGC 6804 – planetární mlhovina
- NGC 6760 – otevřená hvězdokupa
- NGC 6756 – otevřená hvězdokupa